# Галицино (Ярославская область)
Галицино — деревня в Некоузском районе Ярославской области России. 
В рамках организации местного самоуправления входит в состав Некоузского сельского поселения, в рамках административно-территориального устройства относится к Новинскому сельскому округу.

## География
Расположена на берегу реки Катка в 18 км на юго-запад от районного центра села Новый Некоуз. 

## История
В конце XIX — начале XX века деревня являлась центром Галицинской волости Мышкинского уезда Ярославской губернии.
С 1929 года деревня являлась центром Галицинского сельсовета Некоузского района, в 1945 — 1959 годах — в составе Масловского района, с 1959 года — в составе Новинского сельсовета, с 2005 года — в составе Некоузского сельского поселения.

## Население
| 1859 | 2002 | 2007 | 2010 |
| ---- | ---- | ---- | ---- |
| 272  | ↘27  | ↘16  | ↘7   |